# Galium campylotrichum
Galium campylotrichum là một loài thực vật có hoa trong họ Thiến thảo. Loài này được Nazim. & Ehrend. mô tả khoa học đầu tiên năm 1987.